# براد جونز (سائق سباق)
براد جونز (بالإنجليزية: Brad Jones)‏ هو سائق سباق أسترالي، ولد في 4 فبراير 1960 في ألبوري في أستراليا.